# Makir
Makir is een bestuurslaag in het regentschap Belu van de provincie Oost-Nusa Tenggara, Indonesië. Makir telt 1646 inwoners (volkstelling 2010).